# Shawarma
Lo shawarma, o anche shawerma (in arabo شاورما‎?, šāwàrmā, a sua volta dal turco çevirme), è una pietanza di carne mediorientale. La parola deriva dal turco çevirme, ossia «che gira», in Turchia una preparazione simile è chiamata döner kebap, mentre in Grecia gyros; in quest'ultimo caso, però è in genere a base  di maiale, animale escluso, invece, dal consumo alimentare per le popolazioni di religione ebraica e islamica.

## Ingredienti
Le carni utilizzate sono agnello (oppure pecora), pollo e capra; anche la variante con manzo è molto frequente, sia da sola che mista ad altre carni, come per esempio, agnello e manzo.

## Preparazione

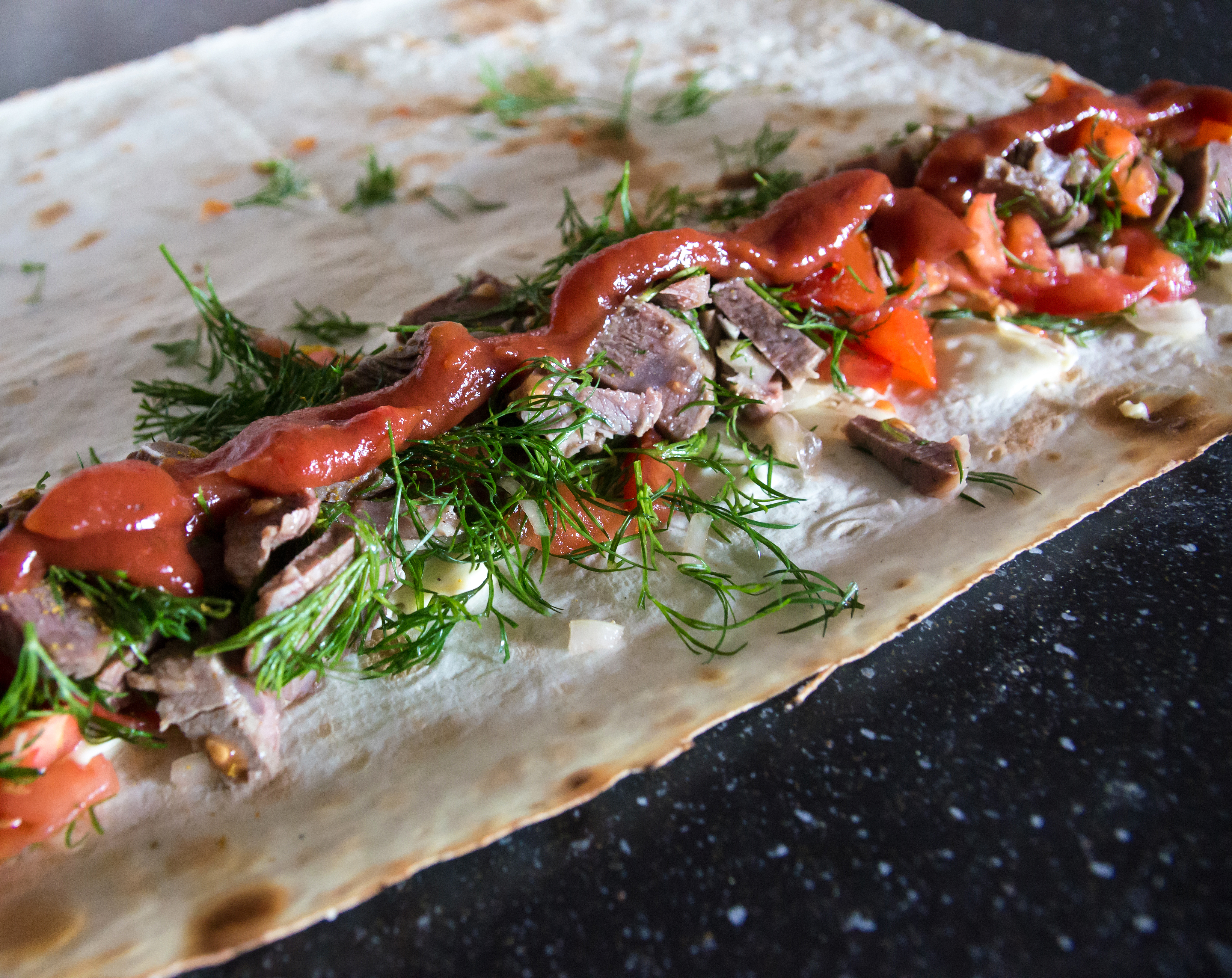
Preparazione dello shawarma

Lo shawarma si prepara infilzando la carne, tagliate in fette sottili, in un lungo spiedo posizionato in verticale; l'ultimo strato in alto è composto da grasso di pecora. Il procedimento di cottura è singolare, perché il fuoco non si trova sotto lo spiedo, ma di lato, disposto in verticale per tutta la lunghezza dello spiedo stesso. Man mano che lo shawarma cuoce, il grasso lentamente si scioglie colando sulla carne sottostante, a cui conferisce il caratteristico sapore. Per questo motivo, ossia per mantenere il grasso che unge e aromatizza, al momento del consumo si deve tagliare la carne longitudinalmente, cominciando dalla parte inferiore del blocco, che a poco a poco assume la forma di un cono capovolto.
La carne così ottenuta viene di solito usata per farcire il khubz, il tipico pane arabo, insieme ad altri ingredienti.

## Diffusione
Lo shawarma è diffusissimo in Medio Oriente, ma con la denominazione kebab la pietanza ha riscosso un successo eccezionale anche in tutto l'Occidente, divenendo un cibo di largo consumo. L'industria alimentare produce infatti grandi quantità di kebab o döner kebab (su cui sono stati svolti diversi studi in merito agli effetti nocivi sulla salute, dovuti non al piatto in sé stesso, ma all'utilizzo di materie prime non sempre qualitativamente accettabili).